# Ulica Józefa Szujskiego w Krakowie
Ulica Józefa Szujskiego – ulica w Krakowie, w dzielnicy I Stare Miasto, na Piasku.
Łączy ulicę Rajską z ulicą Krupniczą. Jest jednojezdniowa.

## Historia
Ulica została w obecnym kształcie wytyczona została pod koniec lat dziewięćdziesiątych XIX wieku.
W 1903 roku Rada Miasta Krakowa nadała ulicy obecną nazwę dla upamiętnienia Józefa Szujskiego, polskiego historyka, jednego z krakowskich stańczyków, publicysty, poety, prozaika. Współzałożyciela „Przeglądu Polskiego”. Pierwszego sekretarza generalnego Akademii Umiejętności w Krakowie.

## Zabudowa
- ul. Józefa Szujskiego (ul. Rajska 14–16) – Budynek dawnej Szkoły Pospolitej, ok. 1865.
- ul. Józefa Szujskiego 1 (ul. Krupnicza 17) – Kamienica. Projektował Karol Knaus, 1889[a].
- ul. Józefa Szujskiego 2 (ul. Krupnicza 13–15) – Budynek dawnej Szkoły Żeńskiej. Projektował Józef Ochmański, 1864–1868.
- ul. Józefa Szujskiego 3 – Kamienica. Projektował Beniamin Torbe, 1906–1907.
- ul. Józefa Szujskiego 6 – Kamienica, 1897.
- ul. Józefa Szujskiego 7 – Kamienica, ok. 1906.
- ul. Józefa Szujskiego 9 – Kamienica, ok. 1909.

Opracowano na podstawie źródła: Gminnej ewidencji zabytków – Kraków.

## Galeria

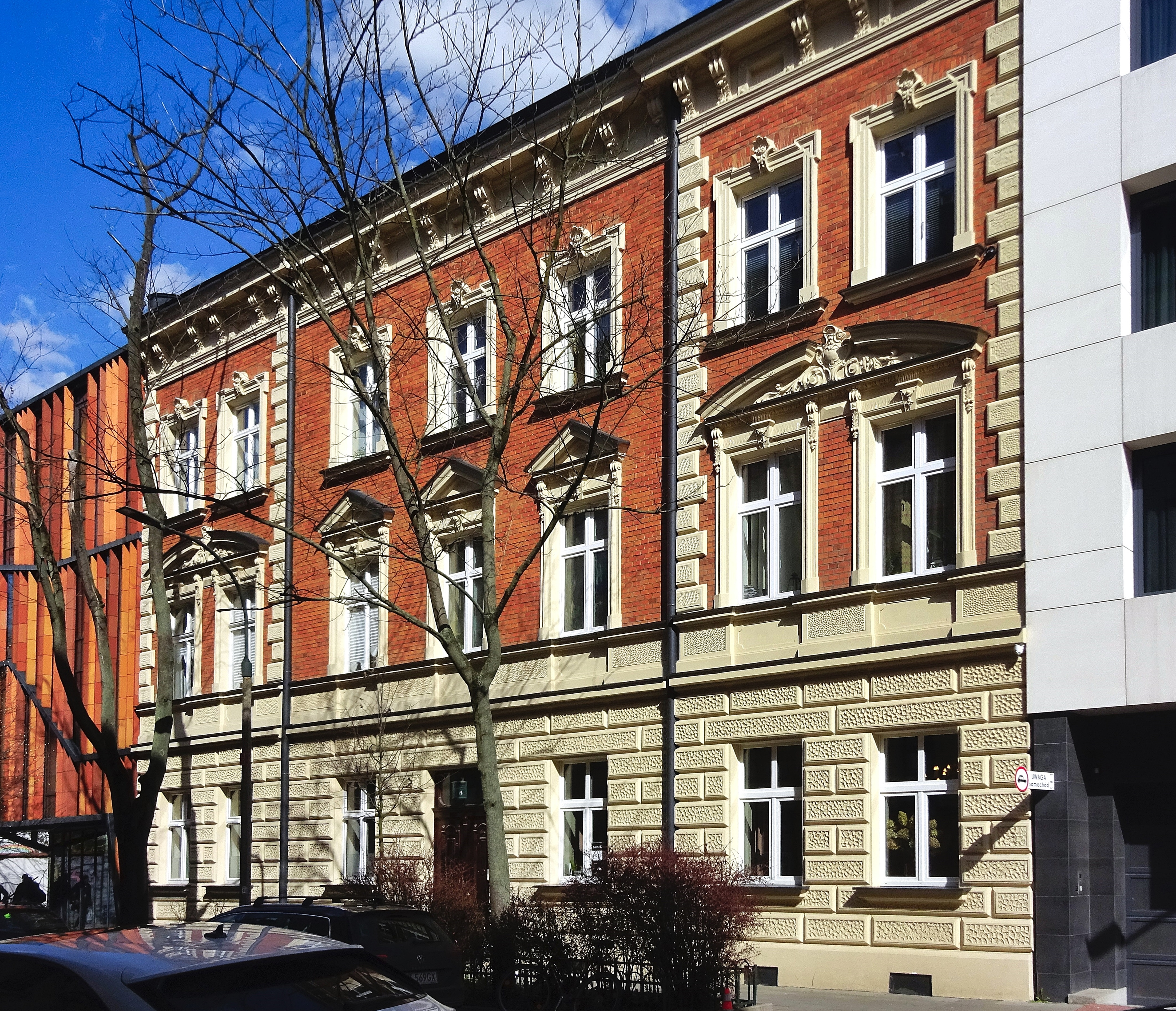
ul. Szujskiego 6 Kamienica (1897)